# Correio Popular

Le Correio Popular est un quotidien régional brésilien fondé en 1927 et basé à Campinas, ville de l'État de São Paulo. Sa diffusion couvre la région métropolitaine de Campinas.